# Liberalismo Popolare
Liberalismo Popolare (Nederlands: Volksliberalisme), in het verleden bekend onder de naam Liberale Unie van het Centrum (Unione Liberale di Centro) was een kleine factie binnen de centrumrechtse politieke partij Het Volk van de Vrijheid die omstreeks 1999 ontstond als opvolger van de zelfstandige politieke partij Unie van het Centrum (UdC) die in 1998 opging in Het Volk van de Vrijheid. In 2003 werd de naam Liberalismo Popolare aangenomen.
De groep bestond voornamelijk uit liberalen, maar er hadden zich ook enkele christendemocraten bij aangesloten. De term popolare in de Liberalismo Popolare in de naam van de groep verwijst naar de christendemocratische substroming van het Popolarismo dat in Italië is ontwikkeld in het begin van de twintigste eeuw.
ULdC/PL had verschillende lokale afdelingen die overal in het land actief waren; de meesten waren echter vooral in Piëmont en het noordwesten van het land actief. President van de groep was Alfredo Biondi, terwijl Raffaele Costa optrad als secretaris.